# Talipariti
Talipariti es un género de plantas fanerógamas de la familia  Malvaceae. Tiene 22 especies.

## Especies
- Talipariti archboldianum
- Talipariti aruense
- Talipariti borneense
- Talipariti bowersiae
- Talipariti celebicum
- Talipariti crestaense
- Talipariti dalbertisii
- Talipariti elatum
- Talipariti ellipticifolium
- Talipariti glabrum
- Talipariti hamabo
- Talipariti hastatum
- Talipariti leeuwenii
- Talipariti macrophyllum
- Talipariti pleijtei
- Talipariti potteri
- Talipariti pseudotiliaceum
- Talipariti schlechteri
- Talipariti sepikense
- Talipariti simile
- Talipariti tiliaceum
- Talipariti tortuosum

- Datos: Q7679538
- Multimedia: Talipariti / Q7679538
- Especies: Talipariti